# Lake effect
Lake effect (på dansk også Sø effekt sne[kilde mangler], på svensk: Snökanon) er et vejrfænomen, hvor kolde luft over varme åbne vandoverflader skaber massiv snefald over landet. Lake effecten er produktet af et samspil mellem en kold luftmasse og varmt søvand.
Navnet er hentet fra Nordamerika, hvor meget kolde luft fra Canada trækker ned over de store amerikanske søer med efterfølgende kraftige snebyger over landet . Især kysterne ved østbredderne af søerne Lake Michigan, Lake Erie og Lake Ontario har ofte været udsat for dels kraftige snefald med snedybder op til 7,5 meter.
Tilsvarende effekt kendes også fra Danmark og naboområder, når kold luft fra det nordlige Skandinavien eller Østeuropa blæser ned over Østersøen eller Kattegat med efterfølgende snefald over Bornholm, Skåne, Lolland-Falster, Sydsjælland eller over den jyske Kattegat-kyst. Fænomenet kaldes også for Østersø- eller Kattegat-byger. Et eksempel på lake-effekten er snevinteren 1978/1979, hvor meget kold sibirisk luft østfra blæste ind over især de danske sydhavsøer. I julen 2010 førte en kold luftmasse over den varme Østersø til massiv snefald over Bornholm. I februar/marts 2018 kom det til dels massiv snefald på Bornholm, det sydlige Danmark og Sydslesvig . 